# La Via Làctia (pel·lícula de 1969)
|  | Aquest article tracta sobre la pel·lícula de Luis Buñuel. Si cerqueu la galàxia que conté el sistema solar, vegeu «Via Làctia». |

La Via Làctia (títol original en francès: La Voie Lactée) és una pel·lícula franco-germano-italiana de Luis Buñuel, que gira al voltant de les diverses heretgies del cristianisme, estrenada el 1969 i doblada al català.

## Argument
Evocació de problemes d'ordre religiós trobats per dos homes que van a Santiago de Compostel·la, no pel pelegrinatge, sinó per robar alguns pelegrins. Pierre és gran i creient; Jean jove i ateu. Faran trobades inquietants, unes simbòliques (Déu pare que se separa en tres personatges deixant-los), altres fent-los viatjar en l'espai com en el temps. La pel·lícula és plena de nombroses cites pels espectadors advertits en teologia.
Jean-Claude Carrière, ajudant del realitzador, ha posat en guarda en una entrevista contra tots els contrasentits de la pel·lícula, que vol ser una evocació del mecanisme de les heretgies més que de la religió. La pel·lícula mostra de manera molt subtil que tota heretgia combina una interpretació particular d'un escrit obscur d'una part, i d'una recerca de poder o de prestigi de l'altra, a través de nombrosos exemples. El duel argumentat i mortal del jansenista i del jesuïta, enfrontant-se tant a cops d'espasa com de rèpliques, té aquesta consideració representativa de la pel·lícula.
La majoria de les grans heretgies han evocat, així com els informes entre la religió i l'ordre social (escena del restaurant, intervenció de les gendarmes...) o la vida intima (escena de l'hotel) en un clima sovint oníric, com és costum en Buñuel. La pel·lícula s'acaba sobre una imatge de cecs que, tenint el seu camí barrat per un minúscul fossat, no poden seguir Jesús dispensant el seu ensenyament.

## Repartiment
- Paul Frankeur: Pierre
- Laurent Terzieff: Jean
- Delphine Seyrig: la prostituta
- Édith Scob: la Verge Maria
- Bernard Verley: Jesucrist
- Georges Marchal: el jesuita
- Pierre Clémenti: l'àngel de la mort
- Julien Guiomar: el capellà
- Julien Bertheau: M. Richard
- Alain Cuny: l'home de la capa
- Michel Piccoli: el marqués de Sade
- Christine Simon: Thérèse
- Ellen Bahl: Sra. Garnier
- Agnès Capri: la directora de l'escola
- Muni: la mare superiora
- Claude Jetter: la jove verge
- Jacqueline Rouillard: la filla
- Béatrice Costantini: una filla de Priscil·lià
- Rita Maiden: una filla de Priscil·lià
- Claudine Berg: una mare
- Pierre Maguelon: el caporal
- Jean Piat: el jansenista
- Claude Cerval: el brigadier
- Claudio Brook: el bisbe
- François Maistre: el capellà boig
- Marcel Pérès: l'alberguista espanyol
- Michel Creton: un servent
- Jacques Rispal: un servent
- Denis Manuel: Rodolphe
- Daniel Pilon: François
- Georges Douking: el pastor
- Michel Etcheverry: l'inquisidor
- Bernard Musson: l'alberguista francès
- Jean-Claude Carrière: Priscil·lià
- Stéphane Bouy
- Jean-Louis Broust
- Luis Bunuel
- Gabriel Gobin
- Pierre Lary

## Premis
- 1969 Premi Interfilm al Festival Internacional de Cinema de Berlín

## Algunes crítiques en l'estrena
« És una farsa seriosa, o si es prefereix una pel·lícula d'una severitat graciosa. A tot estirar, una pel·lícula que no és pas antipàtica (...). És simplement una fantasia sobre el tema el menys fantasiós possible: les heretgies o més aviat algunes heretgies que des del començament de la nostre era han agitat i pertorbat el cristianisme ». -- France catholique, André Bessèges, 18/4/1969
« Brillant, clàssic per la seva forma, barroc per la seva ment, així és des d'un principi la nova pel·lícula de Luis Buñuel (...). En no lligant més que aspectes exteriors dels debats que marcaren la història de l'església, La Via Làctia no permet comprendre la història de seguida. Si hom pot lamentar-ho, no és una raó per passar de la pel·lícula ». -- L'Humanité dimanche, François Maurin, 23/3/1969